# Steinbach-Hallenberg
Steinbach-Hallenberg – miasto w Niemczech, w kraju związkowym Turyngia, w powiecie Schmalkalden-Meiningen.
1 stycznia 2019 do miasta przyłączono gminy pochodzące z rozwiązanej dzień wcześniej wspólnoty administracyjnej Haselgrund: Altersbach, Bermbach, Oberschönau, Rotterode, Unterschönau oraz Viernau.

## Współpraca
Miejscowości partnerskie:
- Lohra, Hesja
- Steinbach (Taunus), Hesja
- Wilnsdorf, Nadrenia Północna-Westfalia